# Колонья, Авраам Вита де
Авраам Вита де Колонья (1755—1832) — итальянский раввин и политический деятель.

## Биография
Родился в Мантуе, где некоторое время был раввином.
Состоял членом учреждённого Наполеоном итальянского парламента (Королевство Италия (1805—1814)), а в 1806 году был избран депутатом в созванное Наполеоном в Париже собрание еврейских нотаблей и затем назначен вторым вице-председателем Великого Синедриона (1807) и членом центральной консистории (1808).
Последние годы жизни был раввином в Триесте.